# Heavy Rain
Heavy Rain is een computerspel, uitsluitend voor de PlayStation 3 en later opnieuw uitgebracht voor de PlayStation 4, ontwikkeld door de Franse spelontwikkelaar Quantic Dream en is in Europa uitgegeven door Sony Computer Entertainment op 24 februari 2010. Het spel werd geregisseerd door de stichter van Quantic Dream, David Cage, die ook de twee eerdere spellen heeft geschreven: Omikron: The Nomad Soul en Fahrenheit. Het spel is volledig in het Nederlands te spelen, ook met Nederlandse stemmen. Het was mogelijk om een demo te spelen op 11 februari 2010 indien men op het web deelnam aan de zogenaamde 4-Dagenuitdaging.
Het spel kan met zowel de Dualshock 3-bediener als de PlayStation Move-bediener worden bestuurd.

## Verhaal
Een stad aan de oostkust van de Verenigde Staten wordt geteisterd door de Origami Killer. Zijn slachtoffers worden na drie tot vijf dagen teruggevonden, verdronken in regenwater. Op elk lijk worden een origamifiguurtje en een orchidee aangetroffen, maar meer aanwijzingen zijn er niet. De speler neemt beurtelings de macht over vier hoofdpersonen die hem hopelijk tot de moordenaar zullen leiden.

### Belangrijke personen
- Ethan Mars is een bouwkundige met een echtgenote en twee zonen. Zijn oudste zoon stierf door een aanrijding waardoor Ethan gedeprimeerd is. Hij leeft nu alleen, vervreemd van zijn vrouw en afstandelijk van zijn andere zoon, Shaun. Later ontdekt Ethan dat Shaun het volgende slachtoffer is van de Origami Killer en moet vijf beproevingen doorstaan om hem te redden.

- Madison Paige is een verslaggever die alleen in de stad leeft. Ze lijdt aan chronische slapeloosheid waardoor ze zo nu en dan in motels moet overnachten aangezien ze daar om de een of andere reden goed kan slapen. Ze doet haar eigen onderzoek in de Origami Killer-zaak.

- Norman Jayden is een FBI-agent die de politie helpt met hun onderzoek naar de Origami Killer. Jayden heeft een bril met aangevulde realiteit die hem helpt om misdaadplaatsen sneller te onderzoeken. Hij is ook verslaafd aan triptocaïne.

- Scott Shelby is een voormalig politieagent. Hij werkt op het ogenblik als eigen rechercheur en stelt een onderzoek in naar de Origami Killer.

## Speelervaring
Het spel is opgesplitst in verschillende scenario's, en elk scenario draait om een van de vier speelbare personen. De keuzes die de speler maakt, kunnen toekomstige voorvallen beïnvloeden. Het is bijvoorbeeld mogelijk dat een persoon sterft of aangehouden wordt, waardoor het niet aanwezig zal zijn in een later voorval. Heavy Rain heeft geen afloop: het spel zal doorgaan tot een van de verschillende eindvoorvallen, noch als alle personen zijn overleden. Zodra het spel uitgespeeld is, kan de speler eerdere voorvallen opnieuw spelen.
In de meeste voorvallen bestuurt de speler de hoofdpersoon door hem of haar in de omgeving rond te bewegen. Ze kunnen ook een knop indrukken om te horen wat de hoofdpersoon aan het denken is. Als de speler in de buurt van een voorwerp of persoon is waarmee ze een wisselwerking kunnen aangaan, krijgt hij of zij een toestandgevoelig pictogram die een handeling voorstelt. In sommige voorvallen is er een tijdsbegrenzing waarin de speler een handeling moet volbrengen om in leven te blijven. In andere voorvallen heeft de speler geen volledige bediening maar moet hij op de getoonde knoppen drukken, bijvoorbeeld tijdens een gevecht. De speler krijgt geen afloop als deze handelingen onjuist zijn voltooid, maar het is mogelijk dat toekomstige voorvallen zich anders zullen afspelen.

## Stemmen
| Personage     | Engelse stem    | Nederlandse stem   |
| ------------- | --------------- | ------------------ |
| Ethan Mars    | Pascal Langdale | Egbert-Jan Weeber  |
| Madison Paige | Judi Beecher    | Carice van Houten  |
| Scott Shelby  | Sam Douglas     | Frank Lammers      |
| Norman Jayden | Leon Ockenden   | Waldemar Torenstra |

## Ontvangst
| Beoordeeld door   | Datum            | Score |
| ----------------- | ---------------- | ----- |
| Defunct Games     | 19 februari 2010 | 100%  |
| VideogameUK       | 25 februari 2010 | 90%   |
| GameSpy           | 12 februari 2010 | 90%   |
| True Game Headz   | 5 maart 2010     | 90%   |
| Thunderbolt Games | 3 maart 2010     | 90%   |
| Fragland.net      | 12 februari 2010 | 90%   |
| Game Observer     | 1 maart 2010     | 85%   |
| Gamed             | 6 maart 2010     | 78%   |
| Hellbored         | 2 maart 2010     | 71%   |
| Gamekult          | 23 februari 2010 | 60%   |

## Trivia
- Het spel is opgenomen in het boek 1001 Video Games You Must Play Before You Die van Tony Mott.